# Quedlinburg
Quedlinburg är en  stad i Landkreis Harz i förbundslandet Sachsen-Anhalt i Tyskland.
Quedlinburgs stiftskyrka, slott och dess gamla stadsdelar finns sedan 1994 med på Unescos världsarvslista med motiveringen "ovanligt exempel på en medeltida europeisk stad". Staden har omkring 1 300 korsvirkeshus.
Staden ligger norr om bergsområdet Harz vid floden Bode. Den ligger cirka 120 meter över havet och de närmaste topparna når 180 meter över havet Här finns också en station på det smalspåriga järnvägsnätet Harzer Schmalspurbahnen.
Den svenska prinsessan Sofia Albertina, syster till kung Gustav III och kung Karl XIII, var som regerande abbedissa regent i Quedlinburgs stift från 1787 till de tyska klosterstaternas upplösande 1803.

## Fotogalleri

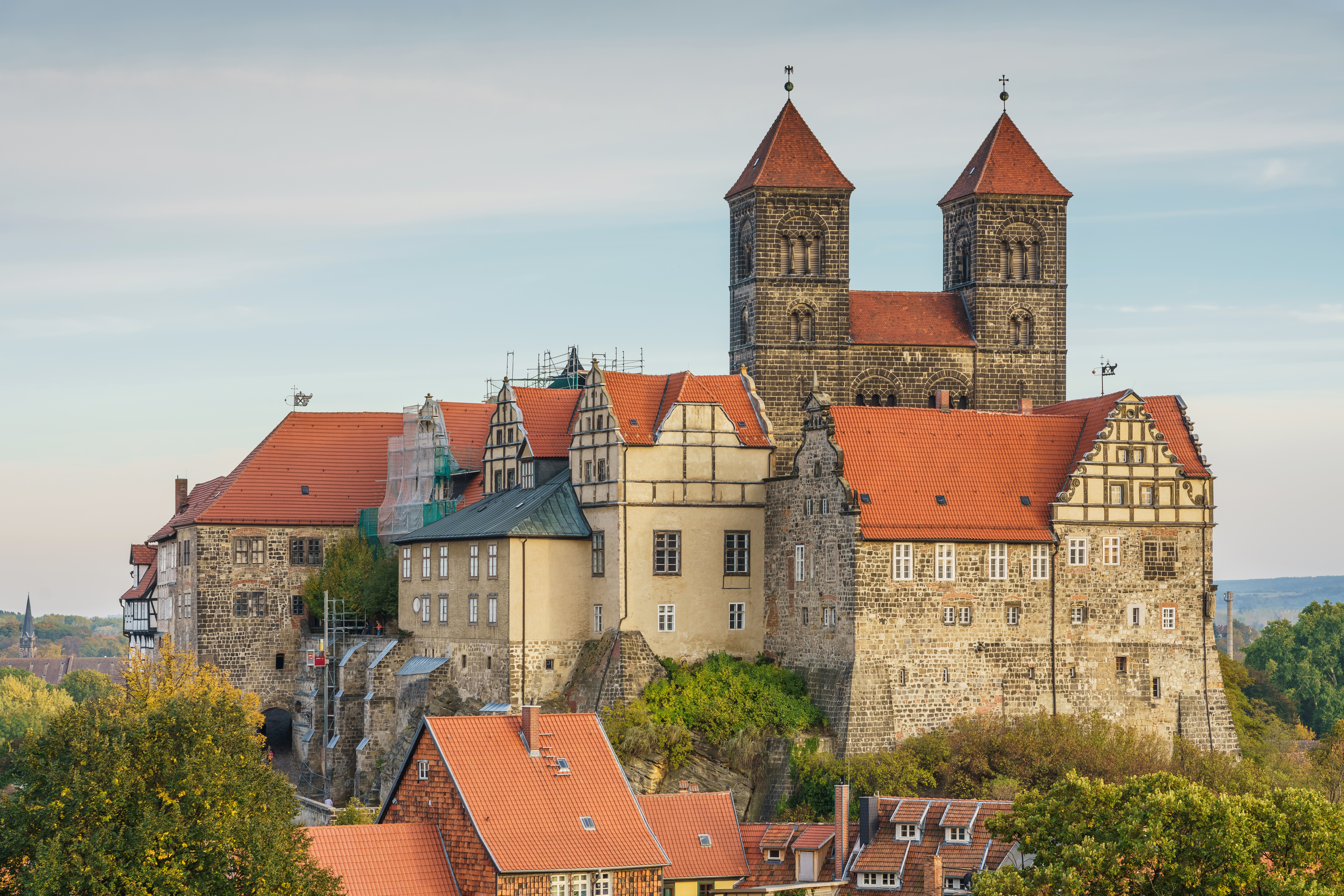
Slottet och klostret Quedlinburg
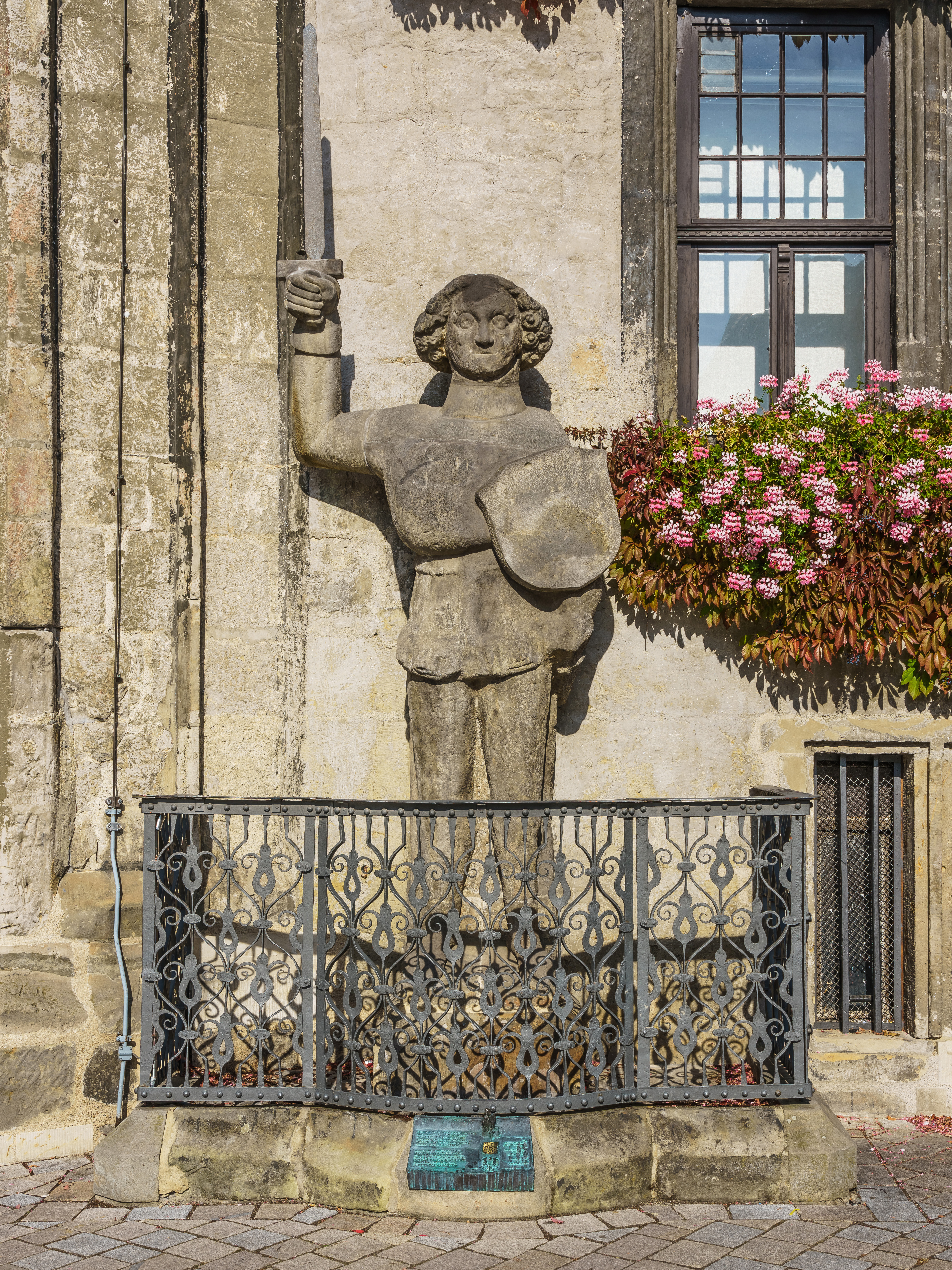
Roland
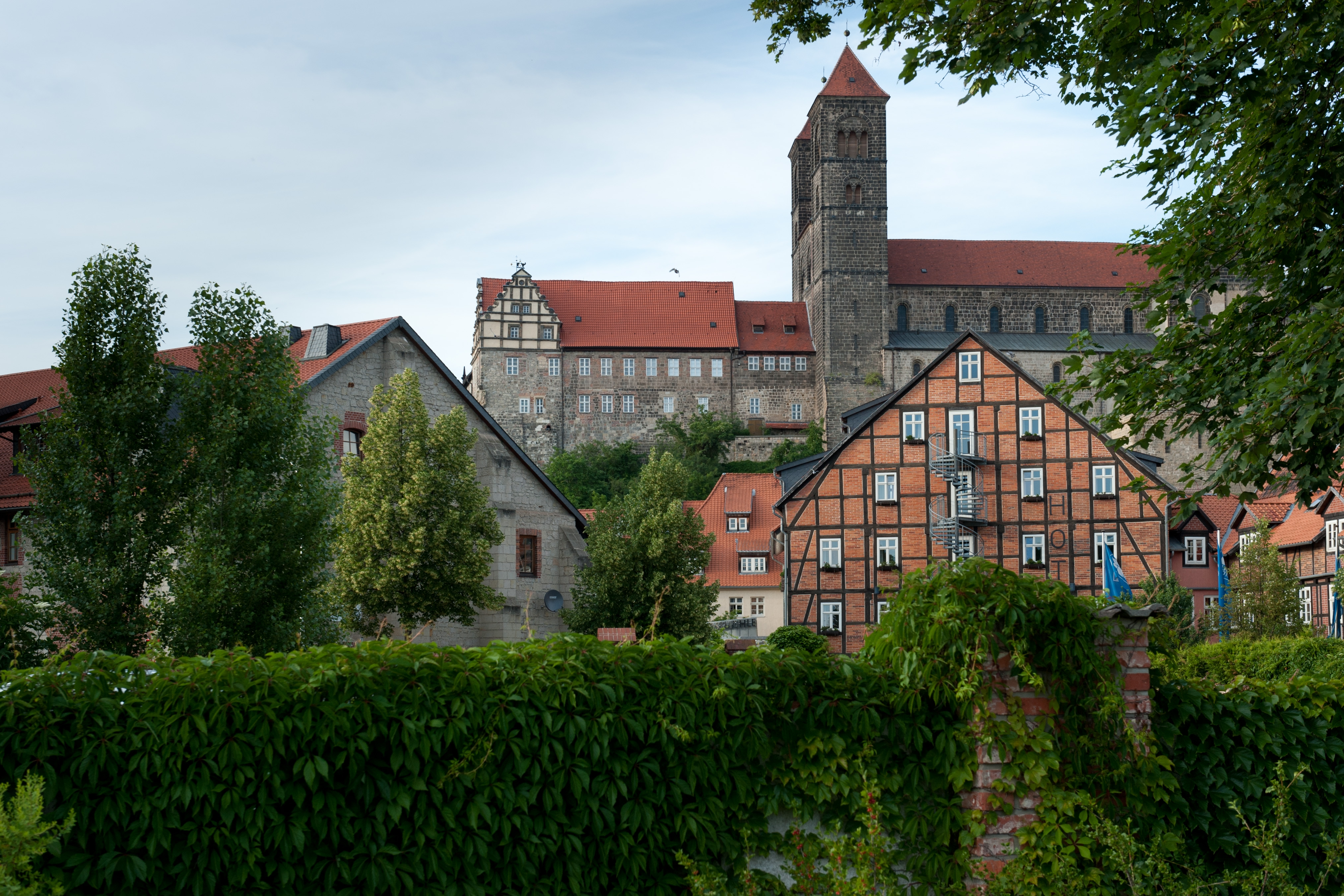
Schlossmühle
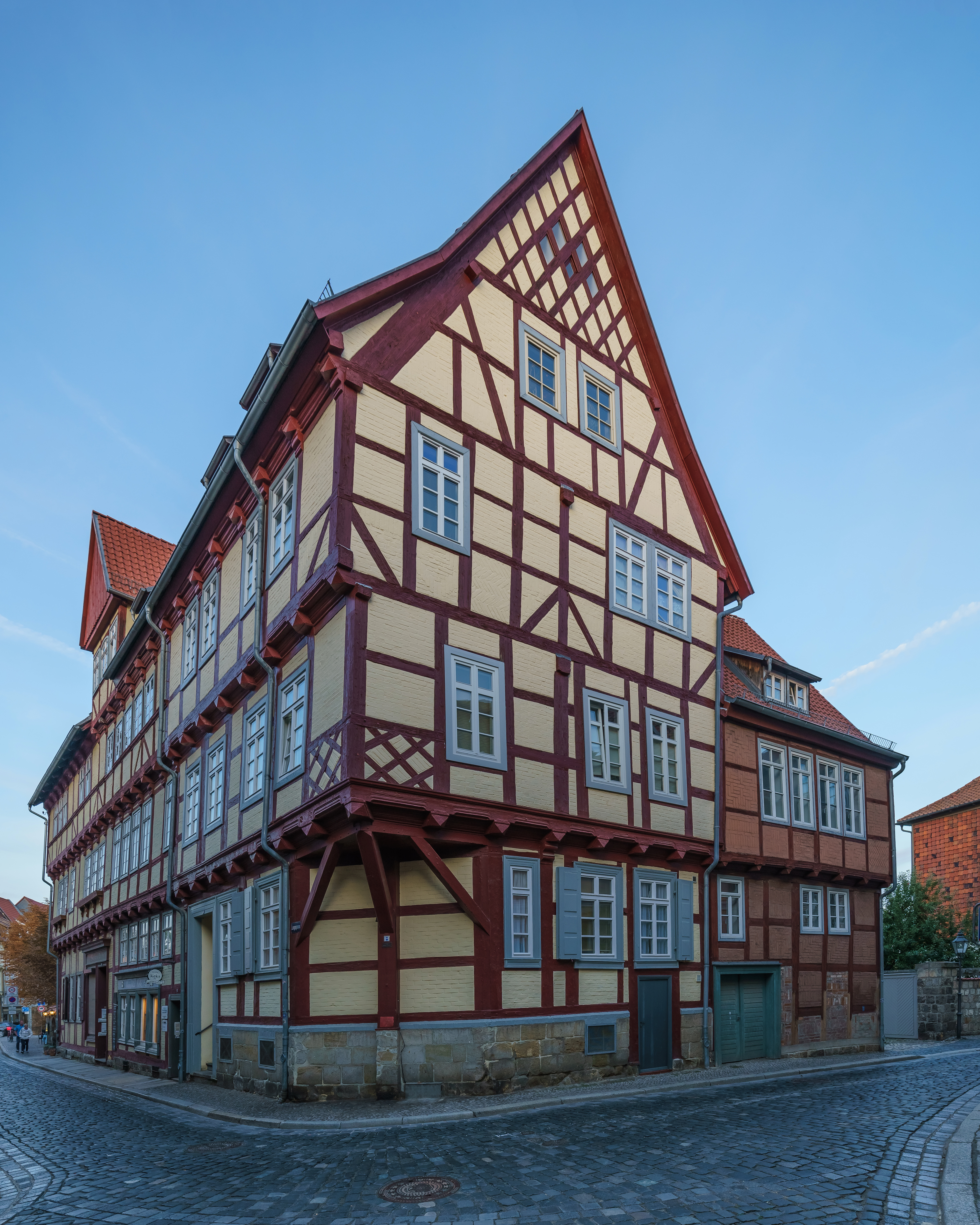
Korsvirkeshus
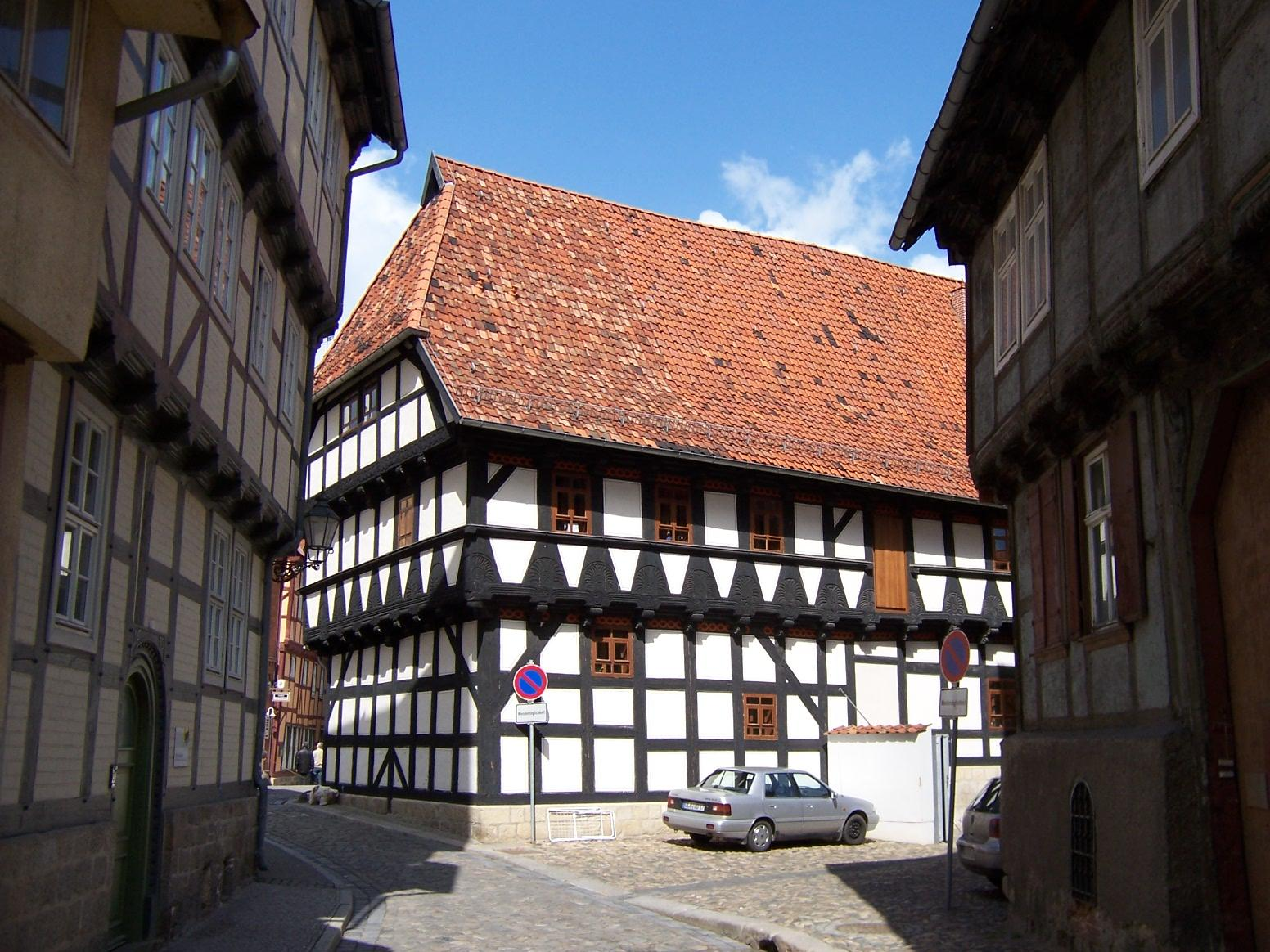
Typiska hus i Quedlinburgs gamla stadsdelar